# Takuro Hoki
Takuro Hoki (en japonés: 保木卓朗, Hoki Takuro, 14 de agosto de 1995) es un deportista japonés que compite en bádminton, en la modalidad de dobles.
Ganó dos medallas en el Campeonato Mundial de Bádminton, oro en 2021 y plata en 2019. En los Juegos Asiáticos consiguió dos medallas, bronce en 2018 y bronce en 2022.

## Palmarés internacional
| Campeonato Mundial | Campeonato Mundial  | Campeonato Mundial | Campeonato Mundial |
| Año                | Lugar               | Medalla            | Prueba             |
| ------------------ | ------------------- | ------------------ | ------------------ |
| 2019               | Basilea (Suiza)     | Medalla de plata   | Dobles             |
| 2021               | Huelva (España)     | Medalla de oro     | Dobles             |
| Juegos Asiáticos   |                     |                    |                    |
| Año                | Lugar               | Medalla            | Prueba             |
| 2018               | Yakarta (Indonesia) | Medalla de bronce  | Equipo             |
| 2022               | Hangzhou (China)    | Medalla de bronce  | Equipo             |